# Далмация (тема)
Вижте пояснителната страница за други значения на Далмация.
Далмация (на гръцки: θέμα Δαλματίας/Δελματίας) е тема на Източната Римска империя, съществувала през IX-XI век и включваща намиращите се под неин контрол пристанища по източния бряг на Адриатическо море.
Създадена е от император Василий I Македонец, след като през 60-те години на IX век Никита Оорифа възстановява властта на Империята над Далматинските градове-държави. Империята губи контрол над част от тези територии под натиска на Дукля и Хърватия и през 60-те години на XI век темата е закрита, макар че Византия запазва присъствие в региона до края на XII век.